# Patró (filòsof)
Patró (grec antic: Πάτρων, llatí: Patrob) va ser un filòsof epicuri grec.
Va viure un temps a Roma, on es va fer amic de Ciceró i de la família de Gai Memmi Gemel, i més tard amb la de Tit Pomponi Àtic. Després va anar a Atenes, on va succeir a Fedre al capdavant de l'escola epicúria l'any 52 aC. Mentrestant, Memmi havia obtingut permís de l'Areòpag per enderrocar un vell mur que pertanyia a la propietat deixada per Epicur per la seva escola, cosa que va molestar a Patró, que va escriure a Ciceró i Àtic demanant la seva influència amb l'Areòpag per anul·lar el permís. Ciceró va arribar a Atenes l'endemà que Memmi se n'hagués anat a Mitilene i va pensar que havia abandonat la idea d'enderrocar el mur, que el molestava per edificar una casa. Però pensant que l'Areòpag no tiraria enrere el decret sense l'aprovació de Memmi, li va escriure una carta demanant-li la retractació per escrit, carta d'estil molt elegant i que es conserva.